# Ivan Albertal
Ivan Albertal, slovenski gradbinec in rezbar iz Trebnjega, ki je deloval v letih 1600−1648.

## Življenje in delo
V letih 1626−1632 je zgradil, oziroma popravil v zagrebški katedrali apsido ter dokončal veliki oltar, do 1643 je dokončal novi zvonik, po 1647 popravljal svod in pevski kor ter prevzel nalogo, da dvigne zvonik.